# Cátia Pereira
Cátia Periera, född 5 juli 1989 i Póvoa de Varzim, är en portugisisk stavhoppare. Hennes personbästa är 4,35 meter, satt 19 juli 2014 i Faro. Pereira har vunnit tre guld i nationella mästerskap, senast 2023. Under ungdomstiden studerande hon och tränade i New Jersey i USA. Pereira deltog även i Europamästerskapen i friidrott 2014.